# Jørgen Ottesen Brahe
Jørgen Ottesen Brahe till Tosterup och Gunnarstorp, född den 19 februari 1554 på Knutstorps borg, död den 4 februari 1601 på Tosterup, var en skånsk ämbetsman och godsägare. 
Han var son till Otte Thygesen Brahe till Knutstorp (död 1571) och Beate Clausdatter Bille och bror till Tycho Brahe.
Brahe var från 1577 ett par år hovjunkare vid danska hovet och deltog därefter under en kort tid i kriget i Nederländerna. Han var 1588–1591 lensmand på Landskrona citadell och 1590–1598 på Varbergs fästning, men fick därefter mot sedvänjan endast mindre förläningar, nämligen Röddinge (1592) och Rörum (1595), två pantlän, som emellertid inlöstes 1598, men av vilka det förstnämnda överläts till honom utan avgift. Båda dessa län låg i Skåne, och då hans besittningar, Tosterup, som han ärvde efter sin far, och Gunnarstorp (Kulla-Gunnarstorp), som han gifte sig till, också låg i denna landsdel, har han förmodligen av den anledningen föredragit dem framför en större förläning på annat håll.
Jørgen Brahe lät 1598 uppföra den ansenliga Tosterups kyrka. Tornet på själva Gunnarstorp skall enligt uppgift hans bror Thyge ha byggt. En gård, som han ägde i Helsingør, avstod han 1582 till kronan. Få veckor efter hans död 1601 dog också hans hustru Ingeborg Nielsdatter Parsberg, som han hade ingått äktenskap med den 4 september 1580. De blev begravda samma dag i Allerums kyrka vid Gunnarstorp. Deras enda överlevande barn, sonen Tønne Brahe, föll 1611 i Kalmarkriget, 20 år gammal.